# Pseudaspis cana
Pseudaspis cana is een slang uit de familie Pseudaspididae.

## Naam en indeling
Het is de enige soort in het monotypische geslacht Pseudaspis. De wetenschappelijke naam van de soort werd in 1758 als Coluber canus gepubliceerd door Carl Linnaeus. In 1826 plaatste Leopold Fitzinger de soort in het geslacht Duberria. In 1843 creëerde dezelfde auteur het geslacht Pseudaspis voor deze ene soort. In 1854 werd de soort door Duméril, Bibron en Duméril nog naar het geslacht Coronella verhuisd, maar nadat Edward Drinker Cope de soort in 1864 als Pseudaspis cana noemde, accepteren de meeste auteurs deze positie.

## Uiterlijke kenmerken
De slang wordt middelgroot tot groot en bereikt een lichaamslengte van ongeveer 140 centimeter, uitschieters kunnen meer dan twee meter lang worden. De lichaamskleur is grijs tot bruin of roodbruin, soms geheel zwart, de buikzijde heeft een gelige kleur. Oudere dieren hebben een uniforme lichaamskleur terwijl juvenielen vaak gevlekt zijn. De kleine kop heeft een puntige snuit en is niet duidelijk te onderscheiden van het lichaam door het ontbreken van een duidelijke insnoering. De ogen zijn relatief groot en hebben een ronde pupil.
De slang heeft 25 tot 31 rijen schubben in de lengte op het midden van het lichaam. De schubben op de rug zijn meestal niet gekield maar hebben een bolle vorm.

## Levenswijze
De slangen zijn overdag actief en bodembewonend. Ze graven zich overdag vaak in of maken gebruik van bestaande holen van zoogdieren. Op het menu staan voornamelijk goudmollen, daar komt ook de Engelstalige naam mole snake vandaan. Ook knaagdieren worden buitgemaakt, zoals gerbils, ratten en molratten, waardoor de slang als bijzonder nuttig wordt gezien. Daarnaast worden vogels en hun eieren buitgemaakt. De jongere dieren jagen voornamelijk op hagedissen.
Bij verstoring proberen oudere exemplaren weg te vluchten, de jongere dieren blijven juist stil liggen. Als de slang wordt bedreigd zal het dier luid sissen en aanvallen uitvoeren. Ook wordt een stinkende excretie uitgescheiden uit de cloaca. Een beet kan beter vermeden worden omdat de tanden in de onderkaak vlijmscherp zijn. De slang zal bovendien zijn kop draaien na een beet, waardoor diepe, cirkelvormige wonden ontstaan die gehecht moeten worden.
Pseudaspis cana wordt wel als huisdier gehouden in een terrarium. De slang kan tam worden, het dier kan in gevangenschap een leeftijd bereiken van twintig jaar.

## Voortplanting
Mannetjes vechten met elkaar in de voortplantingstijd, wat erg ongebruikelijk is voor slangen. Ze bijten elkaar in de nek en staart, veel oudere dieren dragen littekens van dergelijke gevechten. Vanwege de vlijmscherpe tanden is het niet ongebruikelijk dat hierbij de ribben te zien zijn. De vrouwtjes zijn levendbarend, ze werpen ongeveer 25 tot 50 jongen per keer, dit kan oplopen tot 95. De jonge slangen zijn na hun geboorte ongeveer 20 tot 31 centimeter lang.

## Verspreiding en habitat
De soort komt voor in delen van Zuidelijk Afrika en leeft in de landen Namibië, Botswana, Zimbabwe, Angola, Zambia, Malawi, Tanzania, Mozambique, Zuid-Afrika, Kenia, Congo-Kinshasa, Rwanda, Burundi en Swaziland. Pseudaspis cana komt voor in vele verschillende habitats, de voorkeur gaat uit naar graslanden.